# Rigonce
Rigonce (nemško Riegelshof) so naselje v Občini Brežice, ki stoji ob meji s Hrvaško, nasproti hrvaškega naselja Harmica. V kraju je bil mejni prehod za mednarodni promet, na katerem je bila z vstopom Hrvaške 1. Januarja 2023 v skupno schengensko območje  mejna kontrola po 32. letih ukinjena.
Ime naselja izhaja iz nekdanjega dvora Rigonce, ki ga je leta 1690 ustanovil Anton Vremec iz šestih predhodnih kmetij. V 19. stol. so bili v poslopju zapori in kasneje šola. Danes o njem ni vidnih sledi.

## Evropska begunska kriza
Naselje je med evropsko begunsko krizo v oktobru 2015 postalo ena od vstopnih točk, kjer v Slovenijo vstopajo begunci in drugi migranti na poti z Bližnjega vzhoda v Evropo.

## Prebivalstvo
Etnična sestava 2002:
- Slovenci: 162 (93,1 %)
- Hrvati: 11 (6,3 %)
- Neopredeljeni: 1